# Bituruna
Bituruna ist ein brasilianisches Munizip im Süden des Bundesstaats Paraná. Es hat 15.533 Einwohner (2022), die sich Biturenenser nennen. Seine Fläche beträgt 1.228 km². Es liegt 855 Meter über dem Meeresspiegel.

## Etymologie
Der erste Besiedlungskern bekam 1924 den Namen Santo Antônio do Iratim. Bei der gesetzlichen Zuordnung zum Munizip Palmas 1943 wurde der Ort als Bituruna bezeichnet.
Der Begriff Bituruna bedeutet Montenegro oder deutsch Schwarze Berge. Das Tupi-Wort bitur (ybytur ou ybytyra) bedeutet Berg oder Gebirge. Das Suffix una bedeutet schwarz. Wobei man ybitur noch genauer herleiten kann: ibi = Land und te = hoch.

## Geschichte

### Erkundungsexpeditionen
Im 18. Jahrhundert berichtete Hauptfeldwebel Farias von einer Expedition durch den Süden von Paraná, dass er die Bituruna-Hügel in der Nähe der Palmas-Felder durchquert hatte. Nach den ersten Expeditionen geriet die Region bis zum Beginn des 19. Jahrhunderts in Vergessenheit.
Um 1814 durchquerte eine Expedition nach Rio Grande do Sul unter dem Kommando von Atanagildo Pinto Martins und unter der Führung des Häuptlings Jon Jong die Felder der Ibiturunas. Dies bezog sich auf die von dieser indigenen Gruppe bewohnte Gegend, die dem Gebiet der Campos de Palmas entspricht. Die Durchquerung des Gebiets setzte die Expeditionsteilnehmer einem Kampf mit den Eingeborenen aus. Im Jahr 1816 kehrte die Mission zurück, aber der Kazike Jon Jong und sechs weitere Gefährten wurden Opfer eines Hinterhalt der gefürchteten Ibiturunas und verschwanden für immer.
Damit waren die Felder der Ibiturunas offiziell entdeckt. Später wurden sie nach dem Conde de Palma (Graf von Palma), dem damaligen Gouverneur von São Paulo, Campos de Palmas genannt. Zu diesem Gebiet gehörte die Fazenda Santa Bárbara, aus der das Munizip Bituruna hervorging.

### Besiedlung
Die Ankunft von hauptsächlich italienischen Einwanderern und deren Nachkommen begann 1924, als die Empresa Colonizadora Santa Bárbara Ltda mit Sitz in União da Vitória von Antônio Fernandes dos Santos aus Rio de Janeiro 40.000 Alqueires (960 km²) der Fazenda Santa Bárbara und 15.000 Alqueires (360 km²) der Fazenda Santo Antônio do Iratim erwarb. Das Unternehmen teilte diese Ländereien in Partien von 10 Alqueires (24 ha) auf, die an Einwanderer verkauft wurden, die hauptsächlich aus Rio Grande do Sul kamen. Am 23. Dezember 1924 wurde das erste Grundstück an Miguel Leonartovicz verkauft, der sich mit seiner Familie hier niederließ.
Die ersten Bewohner kamen auf der Suche nach den versprochenen natürlichen Reichtümern wie Herva Mate und Holz. Nach den ersten Familien kamen weitere Pioniere, die ihre Häuser bauten, und so entstand ein kleines Dorf namens Santa Bárbara. So wuchs die Gemeinde an den Ufern des Rio Herval. Ein Jahr später verfügte der Hauptort schon über 31 Häuser, eine Kirche, drei Handelshäuser, ein Sägewerk, eine Mühle für Weizen und Mais, eine Gerberei, eine Schmiede und eine Trocknungsanage für Mate-Blätter.
Die ersten Bewohner waren italienischer Herkunft und brachten ihre Traditionen mit, darunter ihre große Religiosität. Sie errichteten die erste Kirche, deren Schutzpatronin die Heilige Barbara war. Am 4. Dezember 1926 wurde die erste Messe von Pfarrer Estanislau Schete mit einem Fest zu ihren Ehren gefeiert.
Mit der Eröffnung einer Verbindungsstraße nach União da Vitória erlebte das gesamte Gebiet einen großen Aufschwung.
Am 4. Dezember 1928 wurde der Ort zur Vila (Vila Santa Bárbara) erhoben und am 20. Oktober 1938 in União da Vitória eingegliedert. 1943 wurde er  wieder Teil der Stadt Palmas, aber mit dem Namen Bituruna.
Mit der Arbeit der Menschen wuchs die Gemeinde und das Leben in der Gemeinschaft veränderte die Landschaft. Neue Familien zogen auf die ländlichen Grundstücke. Es entstanden Zuckerrohrmühlen, Sägewerke, Trocknungsanlagen für Mateblätter und Getreidemühlen, und es wurden sogar Weinkeltern angelegt.

### Erhebung zum Munizip
Bituruna wurde durch das Staatsgesetz Nr. 253 vom 26. November 1954 aus Palmas ausgegliedert und in den Rang eines Munizips erhoben. Es wurde am 14. Dezember 1955 als Munizip installiert.

## Geografie

### Fläche und Lage
Bituruna liegt auf dem Terceiro Planalto Paranaense (der Dritten oder Guarapuava-Hochebene von Paraná). Seine Fläche beträgt 1228 km². Es liegt auf einer Höhe von 855 Metern.

### Vegetation
Das Biom von Bituruna ist Mata Atlântica.

### Klima
Das Klima ist gemäßigt warm. Es werden hohe Niederschlagsmengen verzeichnet (1.655 mm pro Jahr). Im Jahresdurchschnitt liegt die Temperatur bei 16,4 °C. Die Klimaklassifikation nach Köppen und Geiger lautet Cfb.

### Gewässer
Bituruna liegt im Einzugsgebiet des Iguaçú, der die nördliche Grenze des Munizips bestimmt. Er ist über die gesamte Länge der Grenze zur Represa Foz do Areia aufgestaut. Sein linker Nebenfluss Rio Jangada bildet die östliche Grenze. Der Rio Iratim fließt entlang der südlichen Grenze. Die Rios da Jararaca, Iratinzinho und Jacutinga fließen von Süd nach Nord durch das Munizipgebiet und münden dann von links in den Iguaçú.

### Straßen
Bituruna ist über die PR-170 mit Guarapuava im Norden und mit General Carneiro im Süden verbunden.

### Nachbarmunizipien
|                         | Pinhão                                      | Cruz Machado                       |
| Coronel Domingos Soares | Kompassrose, die auf Nachbargemeinden zeigt | Porto Vitória und União da Vitória |
| Palmas                  |                                             | General Carneiro                   |

## Stadtverwaltung
Bürgermeister: Rodrigo Rossoni, PSDB (2021–2024)
Vizebürgermeister: Rogerio Dalgallo, Podemos (2021–2024)

## Demografie

### Bevölkerungsentwicklung
| Jahr | Einwohner | Stadt | Land |
| ---- | --------- | ----- | ---- |
| 1960 | 7.484     | 9 %   | 91 % |
| 1970 | 9.104     | 16 %  | 84 % |
| 1980 | 11.703    | 29 %  | 71 % |
| 1991 | 12.852    | 43 %  | 57 % |
| 2000 | 15.733    | 48 %  | 52 % |
| 2010 | 15.880    | 62 %  | 38 % |
| 2022 | 15.533    |       |      |

Quelle: IBGE (2011) und Volkszählung 2022

### Ethnische Zusammensetzung
| Gruppe * | 1991    | 2000    | 2010    | wer sich als …                                                                   |
| --- | ------- | ------- | ------- | -------------------------------------------------------------------------------- |
| Weiße | 72,2 %  | 70,0 %  | 67,1 %  | weiß bezeichnet                                                                  |
| Schwarze | 1,4 %   | 4,5 %   | 0,8 %   | schwarz bezeichnet                                                               |
| Gelbe | 0,0 %   | 0,8 %   | 0,2 %   | von fernöstlicher Herkunft wie japanisch, chinesisch, koreanisch etc. bezeichnet |
| Braune | 26,4 %  | 24,3 %  | 31,8 %  | braun oder als Mischung aus mehreren Gruppen bezeichnet                          |
| Indigene | 0,0 %   | 0,2 %   | 0,1 %   | Ureinwohner oder Indio bezeichnet                                                |
| ohne Angabe | 0,0 %   | 0,3 %   | 0,0 %   |                                                                                  |
| Gesamt | 100,0 % | 100,0 % | 100,0 % |                                                                                  |
| *) Das IBGE verwendet für Volkszählungen ausschließlich diese fünf Gruppen. Es verzichtet bewusst auf Erläuterungen. Die Zugehörigkeit wird vom Einwohner selbst festgelegt. |         |         |         |                                                                                  |

Quelle: IBGE (Stand: 1991, 2000 und 2010)